# Pap, Szabolcs-Szatmár-Bereg
Pap  este un sat în districtul Kisvárda, județul Szabolcs-Szatmár-Bereg, Ungaria, având o populație de 1.912 locuitori (2011). 

## Demografie
Componența etnică a satului Pap
     Maghiari (98,3%)
     Necunoscut (0,18%)
     Alții (1,53%)
Componența confesională a satului Pap
     Reformați (43,51%)
     Romano-catolici (18,67%)
     Greco-catolici (14,28%)
     Fără religie (1,99%)
     Necunoscută (21,34%)
     Atei (0,21%)
     Alte religii (2,82%)
Conform recensământului din 2011, satul Pap avea 1.912 locuitori. Din punct de vedere etnic, majoritatea locuitorilor (98,3%) erau maghiari. Apartenența etnică nu este cunoscută în cazul a 0,18% din locuitori. Nu există o religie majoritară, locuitorii fiind reformați (43,51%), romano-catolici (18,67%), greco-catolici (14,28%) și persoane fără religie (1,99%). Pentru 21,34% din locuitori nu este cunoscută apartenența confesională.